# Chalcosyrphus metallicus
Chalcosyrphus metallicus är en tvåvingeart som först beskrevs av Christian Rudolph Wilhelm Wiedemann 1830.  Chalcosyrphus metallicus ingår i släktet mulmblomflugor, och familjen blomflugor. Inga underarter finns listade i Catalogue of Life.